# Dialeurodes lithocarpi
Dialeurodes lithocarpi là một loài côn trùng cánh nửa trong họ Aleyrodidae, phân họ Aleyrodinae.
Dialeurodes lithocarpi được Takahashi miêu tả khoa học đầu tiên năm 1931.